# Opekanec
Gli opekance (/'ɔpekantse/; dialettalmente le bobáľky, i pupáky, i pupáčiky o le pupáčky), in slovacco, sono delle piccole palline di impasto con lievito cotte in una teglia in modo che siano pressate delicatamente insieme. In singolare lo è l'opekanec (/'ɔpekaɲets/; dialettalmente la bobáľka, il pupák, il pupáčik o la pupáčka).

## Opekance natalizi
La ricetta probabilmente viene dal nord di Spiš. Gli opekance solito vengono serviti come pasto nel digiuno durante la Štedrý deň o come piatto speciale durante la cena di Natale in Slovacchia. L'impasto del pane è sempre stato cotto sotto forma di rotoli più lunghi o di bastoncini più piccoli. L'impasto del pane preparato veniva prima tagliato a pezzetti grandi quanto una noce e poi cotto in forno. È un alimento farinoso sotto forma di pezzetti cotti al forno e sbollentati.  Tradizionalmente viene versato su di essi latte caldo e vengono cosparsi con noci macinate, semi di papavero, ricotta o qualche altro tipo di granella mescolato con zucchero. I rožky possono essere utilizzati come sostituto dell'opekance lievitato.
Gli opekance vengono tradizionalmente consumati in un'unica ciotola per tenere unita la famiglia, e mangiarle durante la cena di Natale avrebbe dovuto garantire agli antenati degli slovacchi un abbondante raccolto di grano l'anno successivo.